# Sialia
Sialia là một chi chim trong họ Turdidae.